# جابر بن حیان
ابوموسی جابر بن حیّان (۱۰۰ ش ۷۲۱ م –۱۹۴ش ۸۱۵ م) دانشمند و کیمیاگر و فیلسوف ایرانی بود. وی از اعضای دارالحکمه و از مترجمان نهضت ترجمه بود. او را پدر علم شیمی نامیده‌اند و بسیاری از روش‌ها (مانند تقطیر) و انواع ابزارهای اساسی شیمی مانند قرع و انبیق را به او نسبت می‌دهند.

## زندگی‌نامه

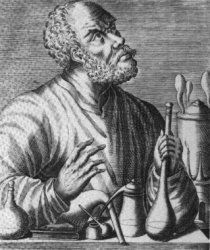
یک نقاشی از جابر

برخی زندگی وی را بین ۱۰۰ و ۱۹۴ هجری دانسته‌اند. برخی بین ۱۰۳ و ۲۰۰ هجری ذکر کرده‌اند. دانشنامهٔ بریتانیکا آن را ۷۲۱ تا ۸۱۵ میلادی می‌داند. شکوفایی علمی جابر بن حیان در اواخر قرن دوم هجری/ حدود ۷۷۶ میلادی بود. جابر در شهر توس از توابع خراسان متولد شد. پدر او که یک داروساز شناخته شده ایرانی بود، گفته شده به دلیل نقشی که در براندازی حکومت اموی داشت، به قتل رسید. جابر به نوشته‌های باقی‌مانده از پدرش علاقه‌مند شد و به ادامهٔ حرفهٔ او پرداخت. او با شوق و علاقه به یادگیری علوم دیگر نیز می‌پرداخت. همین، سبب هجرت او از توس به کوفه شد.
جابر بن حیان در زمان خلافت مأمون بن هارون‌الرشید در خراسان می‌زیسته است. گفته می‌شود حکیم هنگامی که راهی مدینه شده بود در منطقه‌ای به نام بدره و تنگه روه واقع در هفتاد و پنج کیلومتری ایلام دچار بیماری شد و بر اثر همین بیماری درگذشت. جنازهٔ او بنا به وصیت خود وی در محل کنونی دفن شد و گنبدی نیز توسط اهالی منطقه روی قبر وی بنا گردید.

## آثار
۶۰۰ اثر به وی نسبت داده شده است که ۲۱۵ کتاب از او موجود است و بقیه پیدا نشده‌اند.
کتاب‌ها و رسالات متعدد جابر، سال‌ها بعد از او، توجه کیمیاگران اروپایی را به خود جلب کرد و سال‌ها از آن به عنوان منبع معتبری استفاده می‌کردند. به گفتهٔ آن‌ها، این کتاب‌ها تأثیر عمیقی بر تغییر و تصحیح دیدگاه کیمیاگران غربی گذاشته است.

## اکسیر و عقیده جابر دربارهٔ آن
عقیده جابر این بود همچنان که طبیعت می‌تواند اشیاء را به یکدیگر تبدیل کند، مانند تبدیل خاک و آب به گیاه و تبدیل گیاه به موم و عسل به‌وسیله زنبور عسل و تبدیل قلع به نقره در زیر زمین و … کیمیاگر نیز می‌تواند با تقلید از طبیعت و استفاده از تجربه‌ها و آزمایش‌ها همان کار طبیعت را در مدت زمانی کوتاه‌تر انجام دهد. اما کیمیاگر برای این‌که بتواند یک شیء را به شیء دیگر تبدیل کند، به‌وسیله‌ای نیازمند است که اصطلاحاً آن را اکسیر می‌نامند.
اکسیر در علم کیمیا، به منزله دارو در علم پزشکی است. جابر اکسیر را که از آن در کارهای کیمیایی خود استفاده می‌کرد، از انواع موجودات سه‌گانه (فلزات، حیوانات و گیاهان) به دست می‌آورد. او خود، در این زمینه می‌گوید: هفت نوع اکسیر وجود دارد:
- اکسیر فلزی: اکسیر به‌دست آمده از فلزات
- اکسیر حیوانی: اکسیر به‌دست آمده از حیوانات
- اکسیر گیاهی: اکسیر به‌دست آمده از گیاهان
- اکسیر حیوانی - گیاهی: اکسیر به‌دست آمده از امتزاج مواد حیوانی و گیاهی
- اکسیر فلزی - گیاهی: اکسیر به‌دست آمده از امتزاج مواد فلزی و گیاهی
- اکسیر فلزی - حیوانی: اکسیر به‌دست آمده از امتزاج مواد فلزی و حیوانی
- اکسیر فلزی - حیوانی - گیاهی: اکسیر به‌دست آمده از امتزاج مواد فلزی و گیاهی و حیوانی

## عقیدهٔ جابر بن حیان دربارهٔ فلزات
جابر هفت فلز: طلا، نقره، مس، آهن، سرب، جیوه و قلع را «فلزات اصلی» می‌دانست. این فلزات به تعبیر جابر اساس صنعت کیمیا را تشکیل می‌دهند. به عبارت دیگر قوانین علم کیمیا بر این هفت فلز استوار است. با این حال، خود این کانی‌ها از ترکیب دو کانی اساسی، یعنی گوگرد و جیوه به‌وجود می‌آیند که به نسبتهای مختلف، در دل زمین، باهم ترکیب می‌شوند؛ بنابراین، تفاوت میان فلزات هفتگانه تنها یک تفاوت عرضی وجود دارد نه جوهری که محصول تفاوت نسبت ترکیب گوگرد و جیوه در آن است. اما طبیعت هر یک از گوگرد و جیوه تابع دو عامل زمینی و زمانی است. به عبارت دیگر، تفاوت خاک زمینی که این دو کانی در آن به‌وجود می‌آیند و همچنین تفاوت وضعیت کواکب به هنگام پیدایش آن‌ها موجب می‌شود که طبیعت گوگرد یا جیوه تفاوت پیدا کند.

## تعریف جابر از بعضی فلزات و تبدیل آن‌ها
- قلع

دارای چهار طبع است. ظاهر آن، سرد و تر و نرم و باطنش گرم و خشک و سخت … پس هرگاه صفات ظاهر قلع به درون آن برده شود و صفات باطنی آن به بیرون آورده شود، ظاهرش خشک و در نتیجه قلع به آهن تبدیل می‌شود.
- آهن

از چهار طبع پدید آمده است که از میان آنها، دو طبع، یعنی حرارت و خشکی شدید به ظاهر آن اختصاص دارد و دو طبع دیگر یعنی برودت و رطوبت به باطن آن. ظاهر آن، سخت و باطن آن نرم است. ظاهر هیچ جسمی به سختی ظاهر آن نیست. همچنین نرمی باطن آن به اندازه سختی ظاهرش است. از میان فلزات جیوه مانند آهن است؛ زیرا ظاهر آن آهن و باطن آن جیوه است.
- طلا

ظاهر آن گرم و تر و باطنش سرد و خشک است. پس جمیع اجسام (فلزات) را به این طبع برگردان. چون طبعی معتدل است.
- زهره (مس)

گرم و خشک است ولی خشکی آن از خشکی آهن کمتر است زیرا طبع اصلی مس، همچون طلا، گرم و تر بوده است اما درآمدن خشکی بر آن، آن را فاسد کرده است؛ لذا با از میان بردن خشکی، مس به طبع اولیه خود برمی‌گردد.
- جیوه

طبع ظاهری آن سرد و تر و نرم و طبع باطنی‌اش گرم و خشک و سخت است؛ بنابراین ظاهر آن، همان جیوه و باطنش آهن است. برای آن که جیوه را به اصل آن یعنی طلا برگردانی، ابتدا باید آن را به نقره تبدیل کنی.
- نقره

اصل نخست آن، طلا است ولی با غلبه طبایع برودت و یبوست، طلا به درون منتقل شده است و در نتیجه ظاهر فلز، نقره و باطن آن طلا گردیده است؛ بنابراین اگر بخواهی آن را به اصلش یعنی طلا برگردانی، برودت آن را به درون انتقال ده، حرارت آن آشکار می‌شود. سپس خشکی آن را به درون منتقل کن، در نتیجه، رطوبت آشکار و نقره تبدیل به طلا می‌شود.

## از آثار وی
- مجسطی اقلیدس
- خواص موازین
- السبعین
- صندوق الحکمه
- کتاب الاجساد الاربعه
- کتاب المجردات[۱۵]

## دستاوردها
نوآوری انواع گوناگونی از وسایل آزمایشگاهی، از جمله انبیق به اسم او ثبت شده است. کشف مواد شیمیایی متعددی همچون هیدروکلریک اسید، نیتریک اسید، تیزاب (مخلوطی از دو اسید یاد شده که از جمله اندک موادی است که طلا را در خود حل می‌کند)، سیتریک اسید (جوهر لیمو) و استیک اسید (جوهر سرکه)، همچنین معرفی فرایندهای تبلور و تقطیر که هر دو سنگ بنای شیمی امروزی به‌شمار می‌آیند، از جمله یافته‌های اوست. او همچنین یافته‌های دیگری دربارهٔ روش‌های استخراج و خالص‌سازی طلا، جلوگیری از زنگ زدن آهن، حکاکی روی طلا، رنگرزی و نم ناپذیر کردن پارچه‌ها و تجزیهٔ مواد شیمیایی ارائه داد. از جمله اختراع‌های دیگر او، قلم شب‌نماست یعنی قلمی که جوهر آن در تاریکی نیز نور می‌دهد. (احتمالاً با استفاده از خاصیت فسفرسانس این اختراع را انجام داده است) در آخر، بذر دسته‌بندی امروزی عنصرها به فلز و نافلز را می‌توان در دست‌نوشته‌های وی یافت.

## شاگردی جعفر صادق

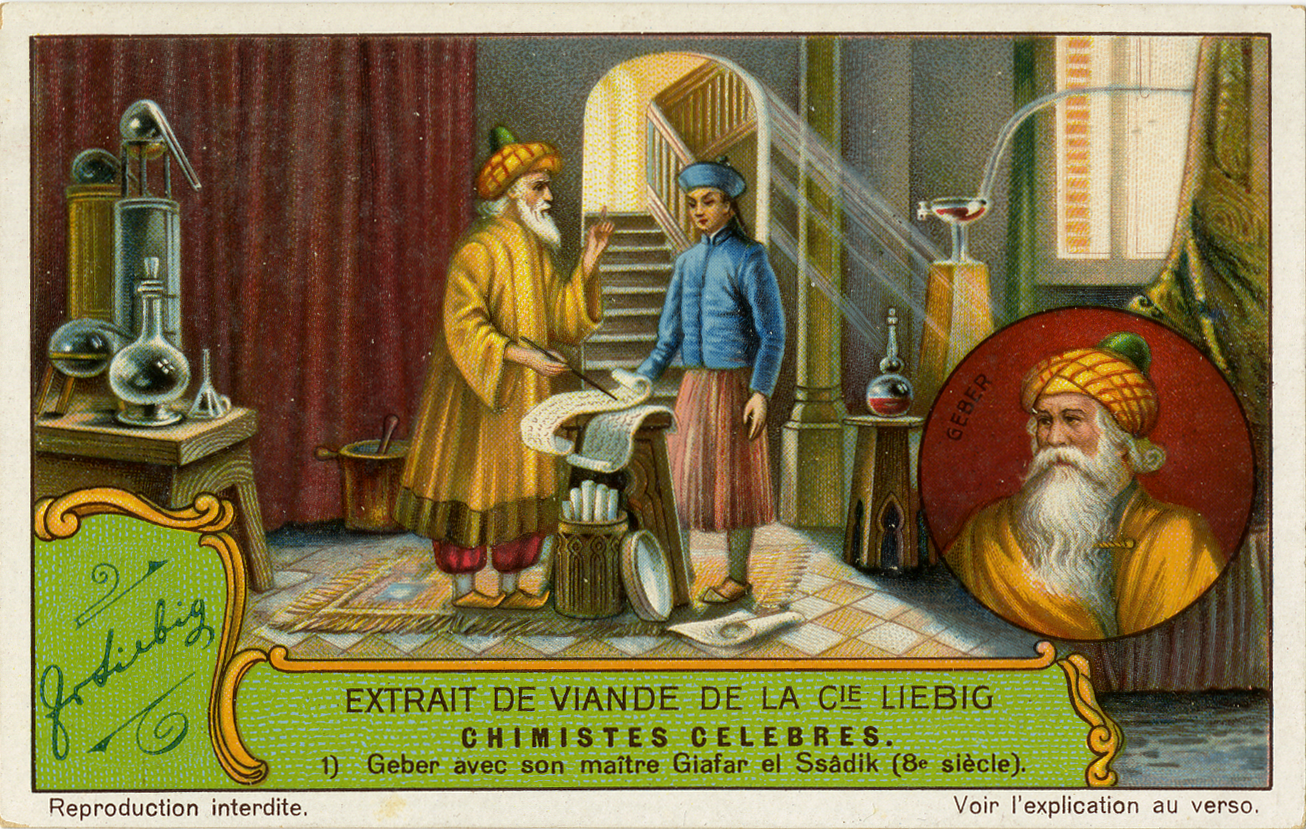
جابر در حضور استادش جعفر صادق

ابن خلکان در شرح حال جعفر صادق، جابر را یکی از شاگردان او می‌داند که کتابی در هزار ورق تألیف کرده و پانصد تا از رساله‌های صادق را در آن گنجانده است. از سویی دیگر برخی مستشرقان غربی مانند هانری کوربن در زمینه شاگردی جابر برای جعفر صادق با احتیاط تشکیک کرده یا مانند الیزر پاول کراوس، مستشرق آلمانی، آن را از اساس رد کرده‌اند؛ اگر چه پاسخ‌هایی نیز در رد ادعای کراوس از جمله رساله «مسئله جابری» منتشر شده است.

## مقبره
گنبد حکیم جابر بن حیان که از آثار تاریخی ایلام غرب به‌شمار می‌رود به علت بی‌توجهی و عدم مرمت رو به ویرانی است و احتیاج مبرمی به تعمیر اساسی دارد. این گنبد در فاصلهٔ هفتاد و پنج کیلومتری ایلام و بر فراز تپه‌ای بنا شده است. گنبد مزبور و تپه‌ای که گنبد روی آن قرار گرفته است به رنگ سفید می‌باشد و ساختمان گنبد هرمی‌شکل است که از ده قسمت (لایه) ساخته شده و هر لایه در حدود یک متر و سی سانتی‌متر ارتفاع دارد. قبر حکیم دو متر و ارتفاع آن یک متر است.

## نگارخانهٔ ابزار کیمیاگری

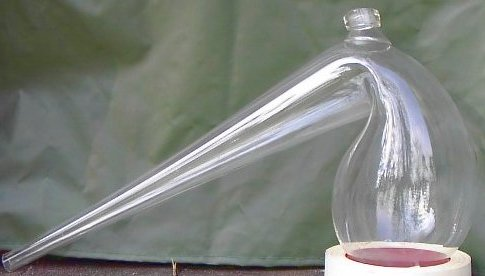
قرع بلند گلو
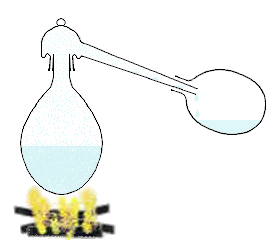
قرع و انبیق برای تقطیر
نمونه جدیدی از بالن، زانویی، مبرد، قطره‌گیر و جمع‌کننده که کار قرع و انبیق را انجام می‌دهند.